# SNJ 11 und 12
Die Diesellokomotiven SNJ 11 und 12 wurden von der privaten schwedischen Stockholm–Nynäshamn Järnväg (SNJ) 1951 gekauft, um Dampflokomotiven im Rangierdienst zu ersetzen.
Die beiden Lokomotiven basierten auf dem MaK-Standard-Typ 575 C15 und hatten ein dieselhydraulisches Wechselgetriebe L37 von Voith. Sie waren etwas stärker und länger als die SJ V3, jedoch leichter und schneller. Sie unterschieden sich bei den Fenstern und Hauben, denn sie waren als Vorführlokomotiven von MaK gebaut worden. Sie hatten eine maximale Achslast von 15 Tonnen.
Die SNJ ging 1957 im Rahmen der allgemeinen Eisenbahnverstaatlichung in staatlichen Besitz über. Sie blieb bis 1968 eine eigenständige Gesellschaft und wurde dann in das SJ-Netz übernommen.

## SJ T8
Die SNJ 12 mit der Baunummer MaK 500002 wurde 1958 von Statens Järnvägar (SJ) von der SNJ übernommen und erhielt die Nummer T8 208. 1964 erfolgte ein Umbau und 1965 die Umzeichnung zur T31 138.

## SJ T31
SNJ 11 wurde durch SJ 1963 von der Stockholm–Nynäshamn Järnväg übernommen, die Lok mit der Baunummer MaK 500001 erhielt die neue Bezeichnung T31 139. Die Lokomotive wurde für den Rangierdienst bei SJ nochmals umgebaut, wobei das Schaltgetriebe verbessert wurde. Es erfolgte eine Neulackierung wie die übrigen SJ-Lokomotiven in braun.
T8 208, die ehemalige SNJ 12, wurde 1964 ebenfalls mit einem verbesserten Schaltgetriebe ausgestattet und erhielt die Nummer T31 138.
Beide Lokomotiven waren von 1966 bis 1967 in Norrköping im Einsatz, wurden am 1. Oktober 1969 ausgemustert und 1970 in Vislanda verschrottet.